# Espen Bjørnstad
Espen Bjørnstad (ur. 26 grudnia 1993) – norweski kombinator norweski, złoty medalista olimpijski, dwukrotny medalista mistrzostw świata.
Na Mistrzostwach Świata Juniorów 2013 w Libercu rywalizował w trzech konkurencjach, zajmując indywidualnie ósme i osiemnaste miejsce, drużynowo uplasował się na szóstym miejscu. W tym samym roku zadebiutował w Pucharze Kontynentalnym w Rovaniemi. Rok później wystąpił pierwszy raz w zawodach Pucharu Świata, biorąc udział w konkursach rozgrywanych w Czajkowskim. Sześciokrotnie w karierze stał na podium zawodów tej rangi. Czterokrotnie stał również na podium zawodów Pucharu Kontynentalnego.
Reprezentuje klub sportowy Byåsen Skiklubb.
Po sezonie 2024/2025, zrezygnował z uprawiania kombinacji norweskiej i podjął decyzję o skupieniu się na trenowaniu wyłącznie skoków narciarskich.

## Osiągnięcia

### Igrzyska olimpijskie
| Miejsce | Dzień     | Rok  | Miejscowość | Konkurencja           | Wynik zwycięzcy | Strata  | Zwycięzca      |
| ------- | --------- | ---- | ----------- | --------------------- | --------------- | ------- | -------------- |
| 27.     | 9 lutego  | 2022 | Zhangjiakou | Gundersen HS106/10 km | 25:07,7         | +3:04,4 | Vinzenz Geiger |
| 1.      | 17 lutego | 2022 | Zhangjiakou | Sztafeta HS140/4x5 km | 50:45,1         | -       | -              |

### Mistrzostwa świata
| Miejsce | Dzień     | Rok  | Miejscowość      | Konkurencja           | Wynik zwycięzcy | Strata  | Zwycięzca          |
| ------- | --------- | ---- | ---------------- | --------------------- | --------------- | ------- | ------------------ |
| 15.     | 22 lutego | 2019 | Seefeld in Tirol | Gundersen HS130/10 km | 23:43,0         | +1:29,8 | Eric Frenzel       |
| 6.      | 28 lutego | 2019 | Seefeld in Tirol | Gundersen HS109/10 km | 25:01,3         | +41,4   | Jarl Magnus Riiber |
| 1.      | 2 marca   | 2019 | Seefeld in Tirol | Sztafeta HS109/4x5 km | 50:15,5         | -       | -                  |
| 10.     | 26 lutego | 2021 | Oberstdorf       | Gundersen HS106/10 km | 23:01,2         | +1:14,3 | Jarl Magnus Riiber |
| 1.      | 28 lutego | 2021 | Oberstdorf       | Sztafeta HS106/4x5 km | 43:57,7         | -       | -                  |
| 13.     | 8 marca   | 2025 | Trondheim        | Gundersen HS138/10 km | 24:57,5         | +2:34,2 | Jarl Magnus Riiber |

### Mistrzostwa świata juniorów
| Miejsce | Dzień       | Rok  | Miejscowość | Konkurencja           | Wynik zwycięzcy | Strata  | Zwycięzca    |
| ------- | ----------- | ---- | ----------- | --------------------- | --------------- | ------- | ------------ |
| 8.      | 23 stycznia | 2013 | Liberec     | Gundersen HS100/10 km | 24:51,0         | +1:07,8 | Manuel Faißt |
| 18.     | 25 stycznia | 2013 | Liberec     | Gundersen HS100/5 km  | 11:49,4         | +1:17,2 | Manuel Faißt |
| 6.      | 26 stycznia | 2013 | Liberec     | Sztafeta HS100/4x5 km | 47:46,9         | +1:59,4 | Niemcy       |

### Puchar Świata

#### Miejsca w klasyfikacji generalnej
- sezon 2013/2014: niesklasyfikowany
- sezon 2014/2015: nie brał udziału
- sezon 2015/2016: nie brał udziału
- sezon 2016/2017: 55.
- sezon 2017/2018: 32.
- sezon 2018/2019: 9.
- sezon 2019/2020: 6.
- sezon 2020/2021: 13.
- sezon 2021/2022: 19.
- sezon 2022/2023: 33.
- sezon 2023/2024: 20.
- sezon 2024/2025: 23.

#### Miejsca na podium
| Nr | Data              | Miejscowość | Konkurencja             | Wynik zwycięzcy | Pozycja | Strata    | Zwycięzca          |
| -- | ----------------- | ----------- | ----------------------- | --------------- | ------- | --------- | ------------------ |
| 1. | 18 stycznia 2019  | Chaux-Neuve | Gundersen HS118/5 km    | 11:16,7 min     | 2.      | +9,4 s    | Franz-Josef Rehrl  |
| 2. | 9 marca 2019      | Oslo        | Gundersen HS 134/10 km  | 26:13,8 min     | 3.      | +7,8 s    | Jarl Magnus Riiber |
| 3. | 29 listopada 2019 | Ruka        | Gundersen HS142/5 km    | 13:30,7 min     | 2.      | +53,3 s   | Jarl Magnus Riiber |
| 4. | 23 lutego 2020    | Trondheim   | Gundersen HS138/10 km   | 24:12,8 min     | 3.      | +35,5 s   | Jarl Magnus Riiber |
| 5. | 21 marca 2021     | Klingenthal | Gundersen HS140/10 km   | 24:43,6 min     | 2.      | +3,7 s    | Jarl Magnus Riiber |
| 6. | 11 grudnia 2021   | Otepää      | Start masowy HS97/10 km | 123,6 pkt       | 2.      | -13,5 pkt | Jarl Magnus Riiber |

### Puchar Kontynentalny

#### Miejsca w klasyfikacji generalnej
- sezon 2012/2013: 106.
- sezon 2013/2014: 30.
- sezon 2014/2015: 31.
- sezon 2015/2016: 33.
- sezon 2016/2017: 26.
- sezon 2017/2018: 19.
- sezon 2018/2019: nie brał udziału
- sezon 2019/2020: nie brał udziału
- sezon 2020/2021: nie brał udziału
- sezon 2021/2022: niesklasyfikowany
- sezon 2022/2023: 23.
- sezon 2023/2024: nie brał udziału
- sezon 2024/2025: 20.

#### Miejsca na podium chronologicznie
| Nr | Data             | Miejscowość | Konkurencja           | Wynik zwycięzcy | Pozycja | Strata | Zwycięzca           |
| -- | ---------------- | ----------- | --------------------- | --------------- | ------- | ------ | ------------------- |
| 1. | 21 stycznia 2017 | Otepää      | Gundersen HS100/10 km | 22:06,8         | 3.      | +12,1  | Kristjan Ilves      |
| 2. | 10 lutego 2018   | Eisenerz    | Gundersen HS109/10 km | 26:41,4         | 3.      | +2,3   | Mika Vermeulen      |
| 3. | 25 lutego 2023   | Oberstdorf  | Gundersen HS137/10 km | 25:13,4         | 3.      | +20,3  | Einar Lurås Oftebro |
| 4. | 11 stycznia 2025 | Klingenthal | Gundersen HS140/10 km | 27:43,3         | 1.      | -      | -                   |

### Letnie Grand Prix

#### Miejsca w klasyfikacji generalnej
- 2017: (44.)[7]
- 2018: (12.)[8]
- 2019: (37.)[9]
- 2021: (33.)[10]
- 2022: (19.)[11]
- 2023: 8. (14.)[12]
- 2024: (21.)[13]

#### Miejsca na podium w zawodach indywidualnych
| Nr | Data             | Miejscowość | Konkurencja           | Wynik zwycięzcy | Pozycja | Strata | Zwycięzca   |
| -- | ---------------- | ----------- | --------------------- | --------------- | ------- | ------ | ----------- |
| 1. | 23 września 2018 | Planica     | Gundersen HS140/10 km | 24:27,1         | 2.      | +8.5   | Mario Seidl |

#### Miejsca na podium w zawodach drużynowych
| Nr | Data             | Miejscowość    | Konkurencja                            | Wynik zwycięzcy | Pozycja | Strata | Zwycięzca |
| -- | ---------------- | -------------- | -------------------------------------- | --------------- | ------- | ------ | --------- |
| 1. | 27 sierpnia 2023 | Oberwiesenthal | Mieszany sprint drużynowy HS105/2x6 km | 24:03,6         | 1.      | -      | -         |